# Edgar Mejía
Edgar Eduardo "Chore" Mejía Viruete (ur. 17 lipca 1988 w Guadalajarze) – meksykański piłkarz występujący na pozycji defensywnego pomocnika, od 2015 zawodnik Juárez.

## Kariera klubowa
Mejía pochodzi z Guadalajary i jest wychowankiem akademii juniorskiej tamtejszego klubu Chivas de Guadalajara, gdzie zaczął uczęszczać na treningi jako dziewięciolatek. Do seniorskiej drużyny został włączony w wieku osiemnastu lat przez szkoleniowca José Manuela de la Torre i w meksykańskiej Primera División zadebiutował 11 listopada 2006 w wygranym 1:0 meczu z Jaguares. W tym samym sezonie, Apertura 2006, wywalczył ze swoją ekipą tytuł mistrza Meksyku, jednak pozostawał wówczas wyłącznie rezerwowym zespołu. W 2007 roku dotarł z Chivas do dwumeczu finałowego najbardziej prestiżowych rozgrywek kontynentu, Pucharu Mistrzów CONCACAF, będąc kluczowym graczem drużyny, natomiast w 2010 roku doszedł do finału Copa Libertadores, tym razem mając słabszą pozycję w wyjściowej jedenastce. W lipcu 2012 na zasadzie rocznego wypożyczenia zasilił beniaminka najwyższej klasy rozgrywkowej, Club León. W 2013 roku został wypożyczony do CD Chivas USA. W 2015 najpierw wypożyczono go do Atlético San Luis, a następnie do Juárez.
| Sezon     | Klub                  | Kraj              | Rozgrywki        | Mecze | Bramki |
| --------- | --------------------- | ----------------- | ---------------- | ----- | ------ |
| 2006/2007 | Chivas de Guadalajara | Meksyk            | Primera División | 20    | 0      |
| 2007/2008 | Chivas de Guadalajara | Meksyk            | Primera División | 20    | 0      |
| 2008/2009 | Chivas de Guadalajara | Meksyk            | Primera División | 22    | 0      |
| 2009/2010 | Chivas de Guadalajara | Meksyk            | Primera División | 24    | 0      |
| 2010/2011 | Chivas de Guadalajara | Meksyk            | Primera División | 14    | 0      |
| 2011/2012 | Chivas de Guadalajara | Meksyk            | Primera División | 15    | 0      |
| 2012/2013 | Club León             | Meksyk            | Primera División | 0     | 0      |
| 2013      | Chivas USA            | Stany Zjednoczone | MLS              | 28    | 1      |
| 2013/2014 | Puebla FC             | Meksyk            | Primera División | 4     | 0      |
| 2014/2015 | Puebla FC             | Meksyk            | Primera División | 5     | 0      |
| 2014/2015 | Atlético San Luis     | Meksyk            | Ascenso MX       | 12    | 0      |
| 2015/2016 | FC Juárez             | Meksyk            | Ascenso MX       | 34    | 1      |